# Elena Sotgiu
Elena Sotgiu née le 18 juillet 1995, est une joueuse de hockey sur gazon belge. Elle évolue au poste de gardien de but au Braxgata et avec l'équipe nationale belge.

## Carrière
Elle a été appelée en équipe première pour concourir à la Coupe du monde 2018 à Londres.

## Palmarès
- : 3e à l'Euro 2021